# Ласкер, Альберт Девис
Альберт Девис Ласкер (англ. Albert Davis Lasker; 1 мая 1880, Фрайбург-им-Брайсгау — 30 мая 1952, Нью-Йорк, Нью-Йорк) — американский бизнесмен и филантроп, один из основоположников в формировании современной рекламы.

## Биография
Родился в еврейской семье, его отец был управляющим нескольких банков. Переехав в Чикаго, стал партнёром рекламной фирмы Lord & Thomas. Создал и провёл множество успешных рекламных кампаний. Он по-новому использовал радио, изменив популярную культуру и обратившись к психологии потребителей. Будучи республиканцем, разработал новые способы рекламы избирательных кампаний, особенно кампании для Уоррена Хардинга в 1920 году.